# Imagine (песня Арианы Гранде)
«Imagine» (стилизованное написание строчными буками; с англ. — «Представь») — песня американской певицы Арианы Гранде, записанная для её пятого студийного альбома Thank U, Next. В создании песни принимали участие, помимо самой Арианы, Эндрю Уонсель, Джамиль Робертс, Натан Перес и Присцилла Рене, продюсерами выступили Поп Вансел, Натан Перес. Премьера состоялась 14 декабря 2018 года. Как и в предыдущей работе, в песне Гранде затрагивает тему личных отношений. Коммерчески песня вошла в топ-10 в Греции, Венгрии, Ирландии, Малайзии, Сингапуре, Словакии и Соединенном Королевстве, а также в топ-20 в Австралии, Канаде, Новой Зеландии, Португалии и Шотландии. Трек также достиг 21-го места в американском чарте Billboard Hot 100.

## Предыстория и релиз
11 декабря Ариана начала в своем instagram-аккаунте обратный отсчет до выхода новой песни, днем позже она выпустила тизер композиции, в Twitter она объявила название песни, написав его китайскими иероглифами. 14 декабря состоялась премьера песни, а также официального лирк-видео.

## Хит-парады
| Чарт (2018–19)                              | Высшая позиция |
| ------------------------------------------- | -------------- |
| Австралия (ARIA)                            | 15             |
| Бельгия/Фландрия (Ultratip Bubbling Under)  | 5              |
| Бельгия/Валлония (Ultratip Bubbling Under)  | 16             |
| Канада (Billboard Canadian Hot 100)         | 17             |
| Чехия (Singles Digitál Top 100)             | 35             |
| Франция (SNEP)                              | 110            |
| Германия (GfK)                              | 60             |
| Greece International Digital Singles (IFPI) | 5              |
| Венгрия (Single Top 40)                     | 3              |
| Венгрия (Stream Top 40)                     | 18             |
| Ирландия (IRMA)                             | 4              |
| Италия (FIMI)                               | 64             |
| Латвия (LAIPA)                              | 20             |
| Малайзия (RIM)                              | 10             |
| Нидерланды (Dutch Top 40)                   | 38             |
| Нидерланды (Single Top 100)                 | 32             |
| Новая Зеландия (Recorded Music NZ)          | 16             |
| Португалия (AFP)                            | 19             |
| Шотландия (OCC Scotland)                    | 11             |
| Сингапур (RIAS)                             | 10             |
| Словакия (Singles Digitál Top 100)          | 8              |
| Испания (PROMUSICAE)                        | 80             |
| Швеция (Sverigetopplistan)                  | 51             |
| Швейцария (Schweizer Hitparade)             | 35             |
| Великобритания (OCC UK Singles)             | 8              |
| США (Billboard Hot 100)                     | 21             |

## Сертификации
| Регион                                                                      | Сертификация | Продажи   |
| --------------------------------------------------------------------------- | ------------ | --------- |
| Австралия (ARIA)                                                            | Золотой      | 35 000    |
| Норвегия (IFPI Norway)                                                      | Золотой      | 30 000    |
| Португалия (AFP)                                                            | Золотой      | 5000      |
| Великобритания (BPI)                                                        | Серебряный   | 200 000   |
| США (RIAA)                                                                  | Платиновый   | 1 000 000 |
| Данные о продажах + прослушиваниях приведены только на основе сертификации. |              |           |

## История релизов
| Регион   | Дата            | Форамт                      | Лейбл    | Прим.        |
| -------- | --------------- | --------------------------- | -------- | ------------ |
| Весь мир | 14 декабря 2018 | Цифровая загрузка, стриминг | Republic | [ 1 ] [ 40 ] |